# Адріан Луна
Адріан Луна (ісп. Adrián Luna; нар. 12 квітня 1992, Такуарембо) — уругвайський футболіст, півзахисник, нападник.
Виступав за молодіжну збірну Уругваю.

## Клубна кар'єра
Народився 12 квітня 1992 року в місті Такуарембо. Вихованець юнацьких команд декількох футбольних клубів.
У дорослому футболі дебютував 2009 року виступами за команду «Дефенсор Спортінг», в якій провів два сезони, взявши участь у 37 матчах чемпіонату.
2011 року перейшов за 1 мільйон євро до іспанського «Еспаньйола». У новій команді до основного складу не пробився і відавався в оренду спочатку до друголігових «Хімнастіка» та «Сабаделя», а згодом на батьківщину до «Насьйоналя».
У вересні 2013 року повернувся до команди «Дефенсор Спортінг», де провів два сезони. Згодом виступав у Мексиці за «Веракрус» та «Венадос».
Протягом 2019—2021 років захищав кольори австралійського «Мельбурн Сіті», звідки перебрався до Індії, ставши гравцем «Керала Бластерс».

## Виступи за збірні
2009 року дебютував у складі юнацької збірної Уругваю (U-17), загалом на юнацькому рівні взяв участь у 5 іграх, відзначившись одним забитим голом.
Протягом 2011—2014 років залучався до складу молодіжної збірної Уругваю. На молодіжному рівні зіграв у 14 офіційних матчах, забив 7 голів.

## Титули і досягнення
- Чемпіон Австралії (1):

«Мельбурн Сіті»: 2020–2021